# Электро-хаус
Электро-хаус (англ. electro house) — жанр хаус-музыки, возникший в конце 1990-х, в качестве развития электроклэша и тек-хауса за счёт добавления тёплых аналоговых басов, энергичной перкуссии, «хрустящих» высокочастотных синтезаторных партий и обрезанных вокальных семплов.

## История
Появлению электро-хауса способствовало возникновение и расцвет такого стиля электронной музыки как электроклэш в конце 1990-х годов., объединяющего в себе стили электро, новую волну и синти-поп 1980-х. Основной повлиявшей характеристикой электроклэша стало развитие начиная с 1999 года фестивалей электронной музыки под открытым небом (постепенно заменивших рейв-сцену — эксклюзив ночных клубов), для которых многие диджеи стали специально создавать собственные композиции. Одними из первых музыкантов, исполняющих в стиле электро-хауса стали немецкий дуэт Sono, француз Mr. Oizo, а также итальянец Бенни Бенасси — поклонник электроклэш-сцены. Но именно Бенасси разработал в 2002 году технику компрессии баса «side-chain», ставшую коньком жанра в дальнейших композициях (развившие её диджеи: Royal Gigolos, Global Deejays, Combi-Nation) и вскоре превратившую электро-хаус в одну из популярнейших разновидностей электронной танцевальной музыки. Композиция «Satisfaction» Бенасси сперва играла на электроклэш-вечеринках (её играли такие диджеи как Soulwax, Erol Alkan, Tiga, Larry Tee), сегодня же она считается патентом собственного жанра.
До 2006 года электро-хаус не разделяли на подвиды, так как большинство композиций были схожи между собой, но к этому времени стиль достиг пика своей популярности и постепенно начали появляться такие производные, как французское электро и датч-хаус. В 2007—2008 годах влияние электро-хауса на мейнстримную поп-музыку поспособствовало возрождению нескольких забытых стилей, в том числе синти-попа 1980-х и прогрессив-хауса 1990-х, но уже в новой аранжировке. К началу 2010-х годов электро-хаус также подвергался влиянию дабстепа (постдабстепа), хип-хопа и реггетона.

## Характеристики
Стиль характерен использованием определённых ударных элементов и эффектов для придания чёткости бочке, на которую в основном опираются композиции (как и в пампин-хаусе). В отличие от глухих басов пампин, электро-хаус использует резкие басовые накладки, позаимствованные у электроклэша (аналог sawtooth bass), а также представляет в целом довольно непростую мелодичность в «припевах» (окрашенную высокотональными lead-партиями синтезаторов), аналогично музыки эпохи постдиско. Темп варьируется от 125 до 135 BPM (в большинстве случаев — 128).

## Поджанры и сцены
За время существования у жанра появилось несколько поджанров и множество мелких направлений:

### Электро-тек
Электро-тек (англ. electro tech) — термин, определяющий основное направление в электро-хаусе, в настоящее время применяемый к трекам, воплощающим изначальное стилевое звучание. Впервые прозвучал ещё в 2002 году для описания ответвления в тек-хаусе с заимствованиями из электроклэша. До середины 2000-х являлся синонимом «электро-хауса». После мирового успеха диджеев Global Deejays и Royal Gigolos музыкальная сцена тек-хауса начала развиваться в ином ключе, в то время как «электро-теком» стали называть все стыковые композиции данного слияния, появившиеся до 2006 года. Более поздней характеристикой является lo-fi эффект, наложенный на басы. Примеры музыкантов: The Drill, Dirty South, Грей, Майкл, Richard Vission, Spencer & Hill, Klaas, Eric Prydz.

### Френч-электро
Френч-электро (англ. French electro) («французское электро») — динамичный производный поджанр, появившийся во второй половине 2000-х. Имеет предпосылки к французскому хаусу с использованием мелодичных инструментальных синтезаторов (пианино, гитара, орган) и частыми вкраплениями вокала, внедрёнными в современное звучание электро-хауса. В основном представлен такими музыкантами как Justice, SebastiAn, Laurent Wolf, Alex Gopher и в частности музыкантами лейбла Ed Banger Records. В творчестве многих из них также очень заметно влияние электроклэша, нью-рейва и стиля группы Daft Punk (пионеров «французского хауса»).

### Фиджет-хаус
Фиджет-хаус (англ. fidget house) (от англ. fidget — «беспокойный», «суетливый») (также crank) — поджанр, терминология которого изначально, в 2008 году, описывала треки итальянского дуэта Crookers с быстро резвящейся, меняющейся мелодией на заранее разлаженных тонах (отсюда название — «суетливый хаус»). Характеризуется в целом применением техник легато и арпеджио на «сочные» (абразивные) басы, частыми вокальными отрезками из коротких слов (сродни хип-хопу) и более простыми по звучанию ударными с выступающей малой бочкой (сродни чикаго-хаусу). Позднее стиль позаимствовал семплы гаражного альтернатив-рока родом из Великобритании, а также — немецкого нью-рейва и джампстайла. Пиковая популярность пришлась на конец 2000-х годов. Значимые исполнители: Crookers, The Bloody Beetroots, Hervé, Fake Blood, Switch.

### Прогрессив-электро-хаус
Прогрессив-электро-хаус (англ. progressive electro house) или электро-прогрессив (англ. electro progressive) — коммерчески успешный поджанр электро-хауса с пиком популярности в конце 2000-х, начале 2010-х годов. Представляет собой возрождение звучания эры прогрессив-хауса в более современных тонах, заимствованных у электро-тека. Впервые термин был упомянут в Северной Америке в 2007 году для описания треков диджеев Kaskade и deadmau5, содержавших частые вокальные вставки, инструментальную прогрессию и заметную длину композиций. Поджанр обрёл известность на мировых фестивалях в следующем году (одновременно конкурируя с фиджетом) благодаря раскруткам «Pacha Ibiza» и «Tomorrowland». Многие диджеи в дальнейшем прославились тем, что выпустили ремиксы на треки оригинального электро и хай-энерджи 1980-х, в то же время подогрев интерес к ним у своих почитателей. Примеры музыкантов: Swedish House Mafia, Avicii, Nicky Romero, Hard Rock Sofa, Zedd, Dada Life, Sander van Doorn, Kate Ryan.

### Комплекстро
Комплекстро (англ. complextro) (от англ. complex — «сложный», и electro) — своеобразный поджанр, образовавшийся в 2009 году в США под влиянием бростепа на электро-прогрессив. Термин приобрёл мировую известность в начале 2010-х годов усилиями американских и британских продюсеров. Структура прямой бочки в комплекстро сохраняется на протяжении большей части композиции, тем не менее, остальные звучания сильно варьируют в тональности и могут содержать как чиптюн-мелодии, так и «говорящие» басы бростепа или вокальную нарезку (изначально для трека не предназначенную) с обильным использованием звуковых спецэффектов. Комплекстро имеет скорее культовую популярность вокруг зарекомендовавших себя в этом поджанре диджеев. Основные исполнители: Wolfgang Gartner, Портер Робинсон, Knife Party, Hook N Sling, Tritonal, Zeds Dead, Madeon, Kill The Noise, Savant.

### Датч-хаус
Датч-хаус (англ. Dutch house, также Нидерландский хаус или Голландский хаус) — вариация хаус-музыки родом из Нидерландов, поджанр, впитавший в себя сразу несколько влияний. Выражается в насыщенных высоких лид-партиях синтезаторов (похожих на звук сверла), наложенных поверх неравномерного «трайбл» ритма. В пик популярности электро-хауса, датч-хаус начал постепенно обретать известность за пределами родины в целом благодаря таким исполнителям как Fedde le Grand и Vato Gonzalez. К 2009 году выработался в собственный стиль, позже также давший начало не менее известным производным. Основные нынешние исполнители: Afrojack, Hardwell, Chuckie, R3hab, Sidney Samson, Quintino, Bingo Players.

### Биг-рум-хаус
Биг-рум-хаус (англ. big room house) или просто биг-рум (big room; с англ. — «большое помещение») — поджанр, наиболее популярный в первой половине 2010-х годов. Берёт свои звуковые истоки от электро-прогрессива с элементами трайбла, но главной характеристикой биг-рума является минимизация инструментации и создание созвучной синкопации при помощи синтезаторов. В технике создания применяется тяжёлая реверберация с наименьшей задержкой (похоже на нидерландский хаус), проглядываются особые вокальные и инструментальные элементы, присущие исключительно данному поджанру (например, смежный такт бочки и цимбалов, голосовая вставка непосредственно перед «дропами», т. д.). Термин приобрёл известность прежде всего в Швеции и Нидерландах в 2010 году, а к 2013-му распространился на мировую арену. Основные исполнители: Martin Garrix, Hardwell, Dimitri Vegas & Like Mike, Justin Prime, Swedish House Mafia, W&W, DVBBS.

### Мельбурн-баунс
Мельбурн-баунс (англ. Melbourne bounce) — стиль, сформировавшийся в районе Мельбурна в начале 2010-х годов под влиянием биг-рума на джампстайл более ранней сцены, одновременно вдхновляясь «грязным» звучанием датч-хауса первой половины 2010-х. Основой служат более твёрдая бочка и более агрессивная басовая линия (проведённая через side-chain фильтр), а на лиды, позаимствованные у оригинала с более частым разлаживанием по нотам (detune), накладывается дисторция. В отличие от биг-рума, басы более чёткие и высокие (то есть это не саб-басы), и отдают к более позднему джампстайлу. Тем не менее, в отличие от последнего, мелодия не зависит от ударных, а скорее, как в биг-руме и в датч-хаусе, ложится поверх композиции отдельным слоем, лишь компенсируя пробелы задержкой в реверберации. Примеры исполнителей: Laidback Luke, Will Sparks, Deorro, The Chainsmokers.

## Нишевые стили
- Турбофанк (англ. turbofunk) — стиль из новой волны электронной музыки. Возник в период большого скачка в новые стили, но до сих пор не достиг критической точки популярности. Все дело в том, что зарождение произошло в Италии и из-за минимального интереса к этой стране в плане электронной музыки, стиль не может продвинуться дальше. Основатели стиля и самого термина — команда под псевдонимом RESET!. В 2010 году во время переходного времени в электронной музыке, музыканты задумали сотворить нечто новое, объединив свою любовь в старому Disco и Funk’у 70-х с современным звуком, а именно с Fidget House. На выходе получился очень энергичный и неповторимый стиль, который музыканты решили назвать Turbofunk, подписав таким образов один из своих треков. С этого момента началась история стиля и именно такой концепции придерживаются все музыканты. Сами RESET! получили большую поддержку со стороны многих популярных на то время электронных музыкантов и стали (остаются до сих пор) лидерами в этом направлении. В 2011—2012 гг. в Италии и США местные музыканты подхватили волну Turbofunk. Так на свет появились ещё несколько составов, которые начали экспериментировать со стилем. В конечном итоге некоторые из них выработали иной Turbofunk, с уклоном в House, отсеяв грязные звуки Fidget House. С тех пор Turbofunk развивается в двух направлениях. В 2013 году из всех возможных стран, идею Turbofunk подхватили Япония и чуть позже Великобритания. По умолчанию в каждом треки присутствуют: диско струнные, духовые, электрическое пианино и электрические гитары, которые создают сочное и полированное звучание — это все взято из Disco. Задается темп от 126 до 136 BPM, прибавляется полная составляющая типичного Fidget House трека, а в случае House звучания — типичная составляющая House. Ключевые музыканты: RESET!, Speaker Bomb, Birdee, Monkey Monday, Fire Flowerz, DiscoSocks, Musicarus, Go Go Bizkitt!, The Young Punx, Solidisco, LBCK, Surfdisco, Fare Soldi и пр.

- Биг-рейв (англ. big rave) — тяжёлая форма биг-рума, инспирированная нью-рейвом. Возникла в 2014 году в южной Германии после прорыва в новом звучании исполнительного дуэта twoloud. Представлена в основном глухой и резкой бас-бочкой, тубовой дисторцией лидов при помощи модуля Ohmforce Ohmicide (тот же дисторшн используется и в melbourne bounce), а также вставками из хардстепа и мумбакора в билд-апах. Локальная известность в Западной Европе.
- Трэш-электро (англ. trash electro) — в прошлом имел неофициальное название hard electro, был придуман примерно в 2008 году в России. Название Hard electro, впрочем, не прижилось, так как было, по сути, придумано самими исполнителями. Trash Electro характеризуется тяжелым звучанием, создаваемым посредством использования так называемой «пилы» или жесткого басса. Нередко в композициях используются электрогитары, мрачные синтезаторные или фортепианные мелодии, жесткие голоса. Hard electro не является танцевальной музыкой, не принято проводить различные open-air в этом стиле. Известные представители старой русской Hard electro школы: Ali Nadem, Navi G, EXPEL SOUND, TIMSH, Neogame, VAN ALFER, DJ Ram, Roma Graf, MOS, Real boys proj, DJ Stiler, Dimitry M, DJ Rilleps, DJ Jekandos, STAINLESS, The Unique Yagark и многие другие. К концу 2012 Hard electro музыка начала вымирать в России, и многие диджеи стали уходить в другие стили. В 2013 году на смену пришёл бразильский Hard electro звук, который можно назвать новой школой. Главные представители: Dr3lo!z, Thinking, The Avenger, Thaaygo, GODILEZ, Henrique G, Rooh.Silva, Rick.prod, Pyramid, LF prod, JAAYB, Hesli.Severo, Hard Seville, GF proj, Ezikilz , SIB3RIAN PLAGU3, TIMSH и многие другие. В начале 2014 года, Trash Electro в своем оригинальном виде почти перестал существовать. Зарубежные исполнители все чаще начали миксовать треки с акапеллами вокальных треков, что убило саму суть Hard electro звучания. На данный момент все меньше и меньше данной музыки появляется на просторах интернета. Не так давно, данный жанр начал набирать новые обороты, как это происходило с такими стилями как: драм-н-бейс, минимал-техно. В данный момент этот стиль музыки пишут такие исполнители как: Dr3lo!z, Ezikilz, TIMSH, SIB3RIAN PLAGU3 он же (EXPEL SOUND aka BLACKSTALKER PROD), DARKFOX, HeadBanger Project, HenHarrier, Snake Eyes, Frenetic и многие другие, перечислять долго, ведь данный жанр хорошо востребован в штатах и Европе.

## Производные направления

### Мумбатон
Мумбатон (англ. moombahton) — конкатенация слов «moombah» и «reggaeton», обозначающая стыковую вариацию в нидерландском хаусе с более замедленным темпом (110—115 ударов в минуту, по сравнению со стандартным 128—130), напоминающим реггетон. Жанр появился в 2010 году, а в 2011 обрел мировую известность.

### Мумбакор
Мумбакор (англ. moombahcore) — дальнейшее развитие мумбатона и стилевое слияние с бростепом и комплекстро. Подчёркивающие характеристики: жесткие, рваные и агрессивные басы, а также частое насыщение трека изобилием синтезаторных звуков.

### Электро-свинг
Электро-свинг (англ. electro-swing) — Разновидность в свинг-хаусе, молниеносно покорившая танцевальную сцену в 2010 году. За счёт незаурядности звучания вскоре утратила свою популярность и закрепилась в отдельных клубах Италии и Испании.